# خيسوس باريخو
خيسوس باريخو (بالإسبانية: Jesús Parejo) هو لاعب دفع الجلة فنزويلي، ولد في 10 مارس 1981.

## وصلات خارجية
- خيسوس باريخو على موقع الاتحاد الدولي لألعاب القوى (الإنجليزية)